# Wängle
Wängle är en ort och kommun i distriktet Reutte i förbundslandet Tyrolen i Österrike.
Kommunen består av fyra orter (Ortschaften) (inom parentes invånarantal 1 januari 2024):
- Hinterbichl (36) (utgör en exklav omgiven av kommunen Lechaschau)
- Holz (176)
- Wängle (610)
- Winkl (172)